# Jeffry Bonnet
Jeffry Bonnet, (Den Haag, 2 mei 1956) is een Nederlands chansonnier, schrijver en dichter. Voor het televisieprogramma Playback show imiteerde hij in 1984 en 1986 het chanson "Non, je ne regrette rien" van Édith Piaf en bereikte hij de tweede plaats in de finale. In 1986 verscheen zijn eerste single, "Jij bent mijn carrousel", die hij zelf schreef en componeerde. In 1990 bracht hij het album Reflexion uit, een hommage aan Édith Piaf. 
In 2005 begon hij aan zijn theatertournee In de voetsporen van Jacques Brel, samen met zijn vaste begeleiders pianist Hans Veldhuizen en accordeonist Andre Bombelijn. Hiervoor ontving hij in 2006 de Edition Pluriel-prijs uit Frankrijk. Naar aanleiding van deze theatershow presenteerde hij in januari 2009 zijn album Een vriend zien huilen ter nagedachtenis aan Jacques Brel. In 2007 werkte hij mee aan het televisieprogramma Heel Holland helpt, waar hij voor 30.000 euro aan goederen inzamelde voor de Stichting YDG uit Den Haag, een stichting voor verstandelijk gehandicapten.
Zijn gedicht "Brel" werd opgenomen in de bundel J'ai deux mots a vous rire naar aanleiding van het festival Brel, Homme de l'annee 2008, georganiseerd door het Filmfestival van Cannes. Brieven en gedichten van Brelvertolkers verschenen in dit boek. Op 2 mei 2011 ontving hij uit handen van wethouder Rabin Baldewsingh de stadspenning en het ereburgerschap van de gemeente Den Haag voor zijn vijfendertig jaar vrijwilligerswerk binnen deze gemeente. Op de nationale vrijwilligersdag van 7 december 2011 werd hij door locoburgemeester Sander Dekker verrast met het ridderschap in de Orde van Oranje Nassau voor zijn verdiensten en inspanningen ten bate van de samenleving op maatschappelijk en cultureel gebied en zijn inzet voor de minder bedeelde mensen zowel in Nederland als in het buitenland.